# Андреа Андерсон
Андреа Андерсон (англ. Andrea Anderson; нар. 17 вересня 1977) — американська легкоатлетка, що спеціалізується на спринті, олімпійська чемпіонка Олімпійських ігор 2000 року.

## Кар'єра
| Рік             | Змагання         | Місто             | Місце           | Дисципліна            | Примітки        |
| Представник США | Представник США  | Представник США   | Представник США | Представник США       | Представник США |
| --------------- | ---------------- | ----------------- | --------------- | --------------------- | --------------- |
| 1999            | Чемпіонат світу  | Севілья, Іспанія  | 2               | естафета 4×400 метрів | 3:22.09         |
| 2000            | Олімпійські ігри | Сідней, Австралія | 1               | естафета 4×400 метрів | 3:23.95         |